# EstA
EstA (* 27. September 1988 in Saarbrücken; bürgerlicher Name Eike Staab) ist ein deutscher Rapper und Songwriter.

## Leben und Wirken
Sein erstes Lied Immer noch … veröffentlichte er im September 2010 auf seinem YouTube-Channel.
Er wurde vor allem durch das Videobattleturnier (VBT) bekannt. Daran nahm er zweimal teil, 2011, bis er sich im Sechzehntelfinale 3Plusss geschlagen geben musste sowie 2012, als er bis ins Finale kam, dort aber Klaus Bukkake unterlag.  2013 gelangte er bei der VBT Splash! Edition bis ins Halbfinale, musste sich darin jedoch 4tune geschlagen geben. Durch die Teilnahme an diesen Turnieren wurde der Rapper Baba Saad auf ihn aufmerksam, der ihn 2013 bei seinem Label Halunkenbande unter Vertrag nahm.
Sein erster Song bei Halunkenbande, Es läuft, erschien am 15. Mai 2013, gefolgt von Allein gegen alle am 5. Juni 2013 und Sommer am 20. Juni 2013.
Ende Mai 2013 kündigte EstA sein Album EstAtainment an. Es erschien am 28. Juni 2013, nachdem das Veröffentlichungsdatum wegen zu großer Nachfrage zuvor verschoben worden war. Das Album stieg schließlich auf Platz 11 in die deutschen Charts ein. Am 11. Oktober 2013 erschien zusammen mit Punch Arogunz und Baba Saad, also dem kompletten Label Halunkenbande, der gemeinsame Sampler Beuteschema. Vertreten war er hierbei auf elf von 18 Tracks.
Am 12. April 2015 gaben die Halunkenbande und EstA bekannt, dass EstA seinen Vertrag nicht verlängert. Die Trennung wurde mit musikalischen Differenzen begründet.
EstAs zweites Soloalbum BestA wurde am 12. Februar 2016 über das Label Nur! Musik veröffentlicht und konnte Platz 34 der deutschen Charts erreichen. Im November 2016 veröffentlichte EstA die EP RESET, die sieben Songs enthält, über Nur!Musik.
Im Juli 2017 veröffentlichte EstA die EP Motion, die fünf Songs enthält, ebenfalls über das Label Nur!Musik.
Eigenen Angaben zufolge verfügt EstA über einen Bachelor in Elektrotechnik und einen Master in Wirtschaftsingenieurwesen. Seit 2019 ist er auch als Songwriter für andere Künstler tätig. In jenem Jahr wirkte er auch in einem satirischen Musikvideo von Jan Böhmermann im Neo Magazin Royale zum Thema Homöopathie mit, nachdem er vorher in der Sendung mit Werbevideos für die AOK und das Saarland zitiert worden war.
2019 vertonte EstA den Pinguin Emil im Hörspiel „Hainer – Der kleine Hai: Auf Meeresmission“ mit seinem Klimawandel-Rap.
Im März 2020 erschien EstAs drittes Studioalbum Nur für mich. Auf dem Album finden sich zahlreiche autobiographische Elemente wieder, bei laut.de wurde es rezensiert als „grundsympathische[r] Rückblick mit einem lachenden und einem weinenden Auge“. Auf diesem Album befindet sich auch der Disstrack Allein gegen alle Pt. 2, in dem er die Trennung von Baba Saad und dem Label Halunkenbande aufarbeitet. Mit über 289.000 Aufrufen (Stand: Juni 2021) ist das mit Moritz Garth gedrehte Musikvideo zum Song Kriminell das erfolgreichste Video der letzten drei Jahre auf EstAs YouTube-Kanal.
Seit dem 1. Februar 2021 moderiert EstA außerdem den Podcast Lautschrift - Sorry für den Hit, auf dem er mit Gästen, die meist Produzenten oder Songwriter sind, diskutiert.
Im Jahr 2021 veröffentlichte EstA mehrere Features und Solosongs, unter anderem Fighter feat. Conte, Zwei Welten feat. Silla und NSKN, Wie damals, Zu Easy und Nonstop feat. Joedybeats.

## Diskografie
Alben
| Jahr | Name         | Label         |
| ---- | ------------ | ------------- |
| 2013 | EstAtainment | Halunkenbande |
| 2016 | BestA        | Nur!Musik     |
| 2020 | Nur für mich | EstA          |

Sampler
| Jahr | Name           | Label         |
| ---- | -------------- | ------------- |
| 2013 | Beuteschema    | Halunkenbande |
| 2015 | Beuteschema II | Halunkenbande |

EPs
| Jahr | Name                    | Label     |
| ---- | ----------------------- | --------- |
| 2016 | Reset                   | Nur!Musik |
| 2017 | Motion                  | Nur!Musik |
| 2020 | Bodentiefe Fenster - EP | EstA      |
| 2020 | Im nächsten Leben - EP  | EstA      |

Mixtapes
| Jahr | Name    |
| ---- | ------- |
| 2017 | Nur!Rap |

Singles
| Jahr | Name                                           |
| ---- | ---------------------------------------------- |
| 2013 | Es läuft (iTunes-Single)                       |
| 2013 | Sommer (iTunes-Single)                         |
| 2013 | Hallo Rapfans (feat. Baba Saad, Punch Arogunz) |
| 2015 | Immer noch der Selbe                           |
| 2016 | Sex mit der Ex                                 |
| 2016 | Lass los (feat. Phil)                          |
| 2017 | So dumm                                        |
| 2017 | Zu Hause (feat. Phil)                          |
| 2018 | Oh Baby                                        |
| 2018 | Nicht Perfekt (feat. Phil)                     |
| 2018 | Kein Thema                                     |
| 2018 | Ich trinke auf euch                            |
| 2019 | SorryfürdieStory                               |
| 2019 | SorryfürdieStory 02                            |
| 2019 | SorryfürdieStory 03                            |
| 2019 | König                                          |
| 2019 | SorryfürdieStory 04                            |
| 2019 | SorryfürdieStory 05                            |
| 2019 | Nein (feat. Tzeezy, Kuwan)                     |
| 2019 | SorryfürdieStory 06                            |
| 2019 | SorryfürdieStory 07                            |
| 2019 | SorryfürdieStory 08                            |
| 2019 | SorryfürdieStory 09                            |
| 2019 | Zeit (feat. Phil)                              |
| 2019 | SorryfürdieStory 10                            |
| 2019 | SorryfürdieStory 11                            |
| 2019 | SorryfürdieStory 12                            |
| 2019 | Auf meine Weise (feat. Ruiny)                  |
| 2019 | SorryfürdieStory 13                            |
| 2019 | SorryfürdieStory 14                            |
| 2019 | SorryfürdieStory 15                            |
| 2019 | Keine Chance (feat. Phil)                      |
| 2019 | SorryfürdieStory 2019 (feat. Ruiny)            |
| 2020 | Allein gegen Alle Pt.2                         |
| 2020 | SorryfürdasAlbum                               |
| 2020 | Bodentiefe Fenster                             |
| 2020 | Im nächsten Leben                              |
| 2021 | Fighter (feat. Comte)                          |
| 2021 | Lautschrift                                    |
| 2021 | Zu Easy                                        |
| 2021 | Wie damals                                     |
| 2021 | Zwei Welten (feat. Silla & NKSN)               |
| 2021 | Nonstop (feat. Joedybeats)                     |

Freetracks
| Jahr | Name                             |
| ---- | -------------------------------- |
| 2014 | Meine Jungs                      |
| 2015 | Ich fliege                       |
| 2015 | Du bist ein Huso                 |
| 2016 | Magst du EstA!?                  |
| 2016 | Your Future Is Not Mine          |
| 2018 | Reaktionen auf die Reaktionen #1 |
| 2018 | Reaktionen auf die Szene #2      |